# Gori
Gori (em georgiano: გორი) é uma cidade industrial na região de Ibéria Interior, na Geórgia. A cidade foi fundada por um dos maiores reis da Geórgia, Davi o Construtor (1089-1125). Sua população atual é de 50 000 habitantes. Gori está situada na região de confluência do rio Liakhvi com o Mtkari (rio Kura). A cidade sofreu grande destruição em 1920 por causa de um terremoto.
É a cidade de nascimento do revolucionário comunista e político soviético Josef Stalin, e nela encontra-se o Museu Josef Stalin, com itens relacionados a sua vida, a casa onde ele nasceu, e seu "vagão" de trem pessoal.
Em 24 de junho de 2010, uma das últimas estátuas de Stalin na antiga União Soviética, que estava localizada em frente à prefeitura da cidade, foi derrubada. Contudo, a  assembleia municipal votou em 20 de Dezembro de 2012 para reerguer o monumento.

## Geografia

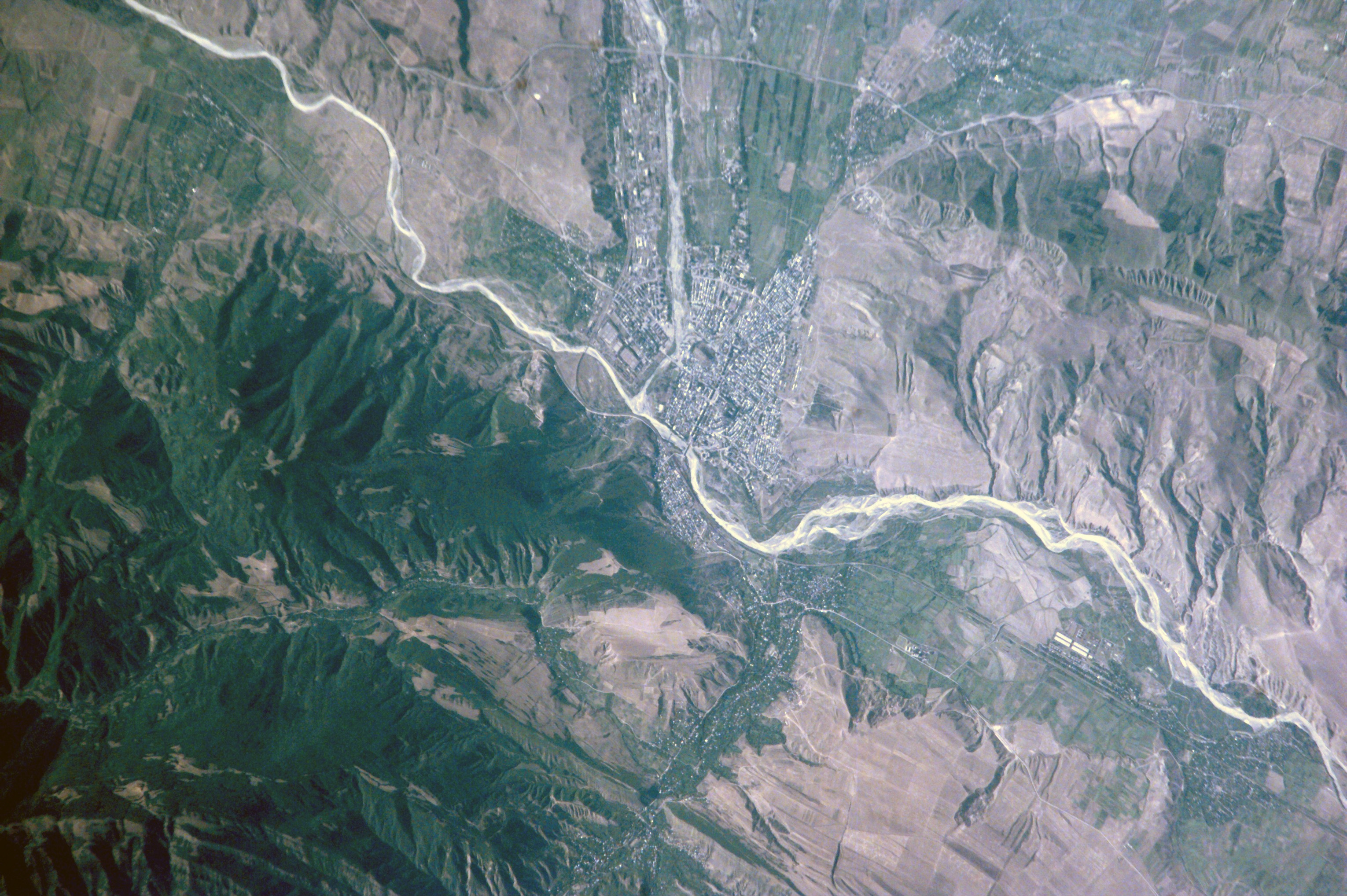
Imagem de satélite da cidade

A cidade de Gori está localizada na parte central da Geórgia, na confluência do rio Kura e seu afluente do rio Great Leahview no vale de Cártlia. A cidade de Gori fica a 76 km da capital Tiblíssi e a 33 km de Tsequinváli.
O terreno da cidade é principalmente montanhoso e o solo é rico em minerais.

### Clima
Gori está localizado 86 quilômetros a oeste da capital da Geórgia, Tiblíssi, na confluência dos rios Mtkvari e Greater Liakhvi, 588 metros acima do nível do mar. O clima é continental úmido, transitório de estepe moderadamente quente a moderadamente úmido. O verão geralmente é quente. A temperatura média anual é de 10,6 °C, mínima em janeiro (-1,0 °C) e máxima em julho e agosto (21,4 °C). A precipitação máxima cai em maio (76 mm) e mínima em fevereiro (34 mm). A pluviosidade média anual é 603 mm.
| Dados climatológicos para Gori | Dados climatológicos para Gori | Dados climatológicos para Gori | Dados climatológicos para Gori | Dados climatológicos para Gori | Dados climatológicos para Gori | Dados climatológicos para Gori | Dados climatológicos para Gori | Dados climatológicos para Gori | Dados climatológicos para Gori | Dados climatológicos para Gori | Dados climatológicos para Gori | Dados climatológicos para Gori | Dados climatológicos para Gori |
| Mês                            | Jan                            | Fev                            | Mar                            | Abr                            | Mai                            | Jun                            | Jul                            | Ago                            | Set                            | Out                            | Nov                            | Dez                            |                                |
| ------------------------------ | ------------------------------ | ------------------------------ | ------------------------------ | ------------------------------ | ------------------------------ | ------------------------------ | ------------------------------ | ------------------------------ | ------------------------------ | ------------------------------ | ------------------------------ | ------------------------------ | ------------------------------ |
| Temperatura máxima média (°C)  | 3,4                            | 5,1                            | 9,7                            | 16,3                           | 21,6                           | 25,0                           | 27,5                           | 27,6                           | 23,3                           | 17,6                           | 10,5                           | 5,4                            |                                |
| Temperatura média (°C)         | −1,0                           | 0,4                            | 4,6                            | 10,2                           | 15,3                           | 18,8                           | 21,4                           | 21,4                           | 17,1                           | 11,8                           | 5,8                            | 1,1                            |                                |
| Temperatura mínima média (°C)  | −5,4                           | −4,2                           | −0,5                           | 4,1                            | 9,1                            | 12,6                           | 15,4                           | 15,3                           | 11,0                           | 6,0                            | 1,1                            | −3,1                           |                                |
| Precipitação (mm)              | 36                             | 34                             | 36                             | 53                             | 76                             | 72                             | 54                             | 49                             | 44                             | 55                             | 52                             | 42                             |                                |
| Fontes: Climate-data.org       |                                |                                |                                |                                |                                |                                |                                |                                |                                |                                |                                |                                |                                |

## História
O território de Gori é povoado desde o início da Idade do Bronze. De acordo com as crônicas medievais da Geórgia, a cidade de Gori foi fundada pelo rei Davi IV, que ali assentou refugiados da Armênia. No entanto, a fortaleza de Gori (Goris-Tsikhe) parece já estar em uso no século VII, e evidências arqueológicas indicam a existência de uma comunidade urbana na Antiguidade Clássica. Em 1299, Gori foi capturado pelos membros da tribo Alan que fugiam da conquista mongol de sua terra natal original no norte do Cáucaso. O rei georgiano George V recuperou a cidade em 1320, empurrando os alanos de volta para as montanhas do Cáucaso.

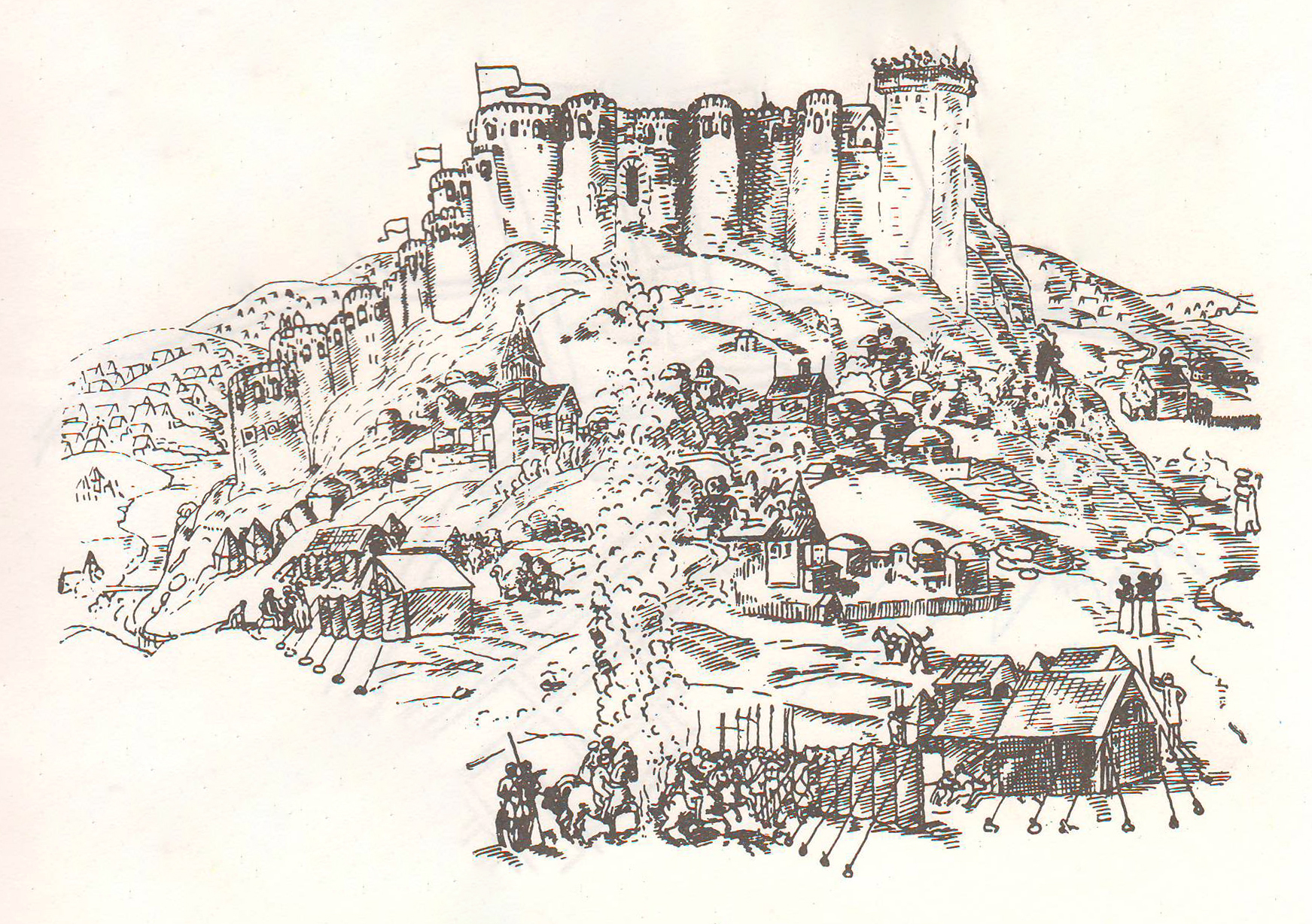
O forte Gori, em 1642, desenhado por um missionário italiano, Cristoforo di Castelli.

Com a queda do reino medieval da Geórgia, Gori - estrategicamente localizado na encruzilhada das principais rotas de trânsito - foi frequentemente alvo de invasores estrangeiros e mudou de adminiestração em várias ocasiões. Foi tomada e retomada pela primeira vez por Uzun Hassan do Ak Koyunlu em 1477, seguido por Tahmasp I da Pérsia em meados do século XVI. No final daquele século, Gori passou brevemente para os otomanos durante a Guerra Otomano-Persa de 1578-90 e se tornou seu principal posto avançado na Geórgia até ser recuperado pelos georgianos sob o comando de Simão I de Kartli após combates pesados em 1599. A cidade era guarnecido mais uma vez pelos persas sob o xá Abbas I em 1614.
Após ocupações sucessivas dos otomanos (1723-1735) e persas (1735-1740), Gori retornou ao controle georgiano sob os reis Teimuraz II e Erekle II, cujos esforços ajudaram a promover a economia e a cultura na cidade. Após a anexação russa da Geórgia, Gori recebeu o status de uma cidade na província de Tiflis em 1801. Ela cresceu em tamanho e população ao longo do século XIX. Um plano de 1824 mostra a cidade nas encostas das colinas abaixo da cidadela, e um monte ao redor dela. A cidade foi destruída no terremoto de 1920 e quase completamente reconstruída no período soviético. Um importante centro industrial nos tempos soviéticos, Gori sofreu um colapso econômico e a saída da população durante o período de uma crise pós-soviética, nos anos 1990.
Gori fica perto da zona de conflito da Geórgia-Ossétia. Ela está conectada à capital da Ossétia do Sul, Tsequinváli, por meio de um ramal ferroviário desativado desde o início dos anos 90. Desde os anos 2000, a Geórgia aumentou a infraestrutura militar na cidade e nos arredores. Assim, o Hospital Militar Central foi transferido de Tiblíssi para Gori e remodelado em outubro de 2006. Em 18 de janeiro de 2008, a segunda base padrão da OTAN da Geórgia para acomodar a 1ª Brigada de Infantaria (Geórgia) das Forças Terrestres da Geórgia foi estabelecida em Gori.
A filial da Academia de Ciência Agrária da Geórgia foi fundada na cidade em 1995; isso se tornou a Universidade de Sukhishvili em 2003.

### Conflito de 2008
Na Guerra Russo-Georgiana de 2008, a cidade foi atacada pela Força Aérea Russa desde o início do conflito. Alvos militares e distritos residenciais de Gori foram atingidos pelos ataques aéreos, resultando em ferimentos e mortes de civis. A Human Rights Watch (HRW) afirmou que as forças russas haviam implantado indiscriminadamente bombas de fragmentação em áreas civis ao redor de Gori. Segundo a HRW, em 12 de agosto as forças russas lançaram bombas de fragmentação no centro de Gori, matando 11 civis e ferindo dezenas de outras. As autoridades militares russas negam o uso de munições de fragmentação no conflito, chamando a afirmação de HRW de "difamatória" e questionando a objetividade da HRW.  Inúmeros "bombardeiros" não explodidos foram encontrados por moradores e funcionários da HRW.
Em 11 de agosto, o pessoal militar da Geórgia, o governo e a maioria dos residentes haviam fugido da cidade, que foi capturada e ocupada pelos militares russos e pelas milícias separatistas da Ossétia do Sul. A HRW acusou a milícia de desencadear uma campanha de saques, incêndio criminoso, sequestro e outros ataques contra a restante população civil. As forças russa e da Ossétia do Sul se retiraram da cidade em 22 de agosto de 2008.

## Marcos históricos

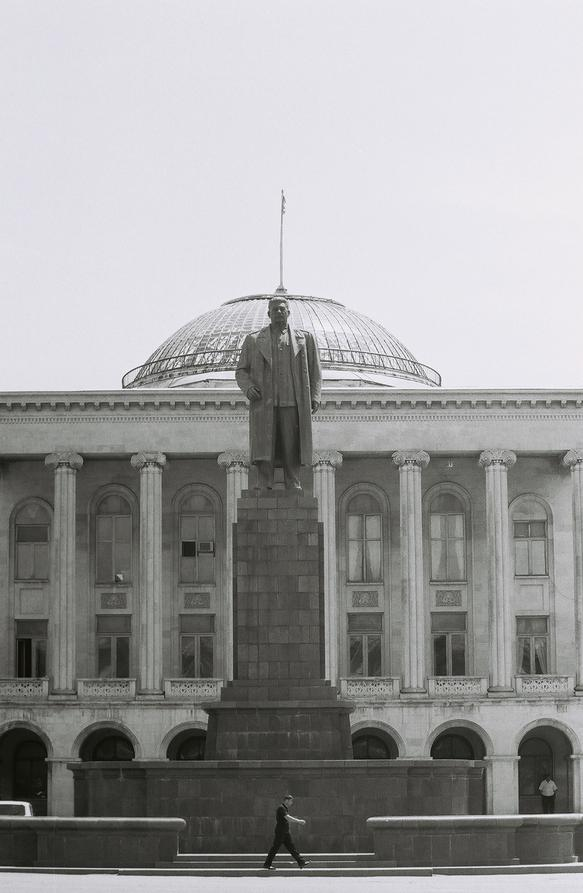
A estátua de Stalin em frente à prefeitura da cidade

Gori e seus arredores abrigam vários marcos culturais e históricos notáveis. Embora para muitos estrangeiros Gori seja conhecida principalmente como o local de nascimento de Joseph Stalin, na memória histórica da Geórgia a cidade tem sido associada à sua cidadela, a Fortaleza de Gori, que é construída em uma colina com vista para a parte central da cidade moderna. Em outra colina fica a igreja de Gorijvari, no século XVIII, de São Jorge, um local popular de peregrinação. A famosa cidade antiga de Uplistsikhe e a Igreja Ateni Sioni do século VII estão localizadas não muito longe de Gori.
A associação de Stalin com a cidade é enfatizada pelo Museu Josef Stalin, no centro de Gori e, até recentemente, o monumento de Stalin em frente à prefeitura de Gori, um dos poucos monumentos desse tipo a sobreviver ao programa de desestalinização de Nikita Khrushchev. O monumento foi uma fonte de controvérsia em uma Geórgia recentemente independente na década de 1990, mas por vários anos o governo pós-comunista aderiu ao pedido dos cidadãos de Gori e deixou a estátua intocada. Foi finalmente removido em 25 de junho de 2010. No entanto, em 20 de dezembro de 2012, a assembléia municipal de Gori votou para restabelecer o monumento. 

## Pessoas notáveis
- Josef Stalin (1878–1953), político e revolucionário
- Simon Arshaki Ter-Petrosian (1882–1922), revolucionário
- Vano Muradeli (1908–1970), compositor
- Aleksandre Machavariani (1913–1995), compositor
- Aleksandr Nadiradze (1914–1987), inventor
- Edvard Mirzoyan (1921–2012), compositor
- Sulkhan Tsintsadze (1925–1991), compositor
- Merab Mamardashvili (1930–1990), filósofo
- Giorgi Tenadze (nascido em 1962), lutador
- Vazha Tarkhnishvili (nascida em 1971), futebolista
- Georgi Kandelaki (nascido em 1974), pugilista
- Lasha Shavdatuashvili (nascido em 1992), lutador
- Geno Petriashvili (nascido em 1994), lutador
- Oto Nemsadze (nascido em 1989), cantor
- Giorgi Mikhanashvili (nascido em 1991), motociclista